# جيوفاني راموس-غودوي
جيوفاني راموس-غودوي (بالإنجليزية: Giovanni Ramos-Godoy)‏ هو لاعب كرة قدم أمريكي في مركز الهجوم، ولد في 15 أبريل 1995 في واتسونفيل في الولايات المتحدة. لعب مع Orange County SC ‏.

## وصلات خارجية
- جيوفاني راموس-غودوي على موقع الدوري الأمريكي (الإنجليزية)
- جيوفاني راموس-غودوي على موقع قاعدة بيانات كرة القدم.إي يو (الإنجليزية)